# Теразијска бомба
Теразијска бомба је назив за први од укупно четири неуспела атентата извршена на Милана Обреновића, кнеза и краља Србије. Извршен је у Београду, на Теразијама, јуна 1871. године. Тада је бомба, која је била укопана у близини старе Теразијске чесме, експлодирала неколико тренутака по проласку кочије којом се кнез Милан одвезао у позориште. Извршиоци нису откривени.
Пошто се радило о бомби мале разорне моћи, чаршијом су се шириле приче да је читаву ствар организовао један од намесника, Миливоје Петровић Блазнавац, како би застрашио кнеза који се ближио пунолетству и показао му да је још рано да преузме власт од Намесништва. Четири месеца након овога, кнеза Милана је задесио још један атентат, познат као Смедеревски намештај, за који никада није откривено да ли је стварно био атентат или само несрећан случај.